# Окунчиков, Абрам Зиновьевич
Абрам Зиновьевич Окунчи́ков (1904, Москва — ?) — советский режиссёр и педагог.

## Биография
Родился 2 (15 сентября) 1904 года в семье Зуси Абрамовича Окунчикова и Деборы-Розы (Двойры-Рейзи) Азриелевны Мовшович. В 1919 поступил в театральную студию Пролеткульта в Харькове, где учился у М. М. Тарханова. В 1921 году стал одним из организаторов театров для детей в Москве; работал в Опытной мастерской Педагогического театра.
В 1922—1930 годах режиссёр Педагогического театра, в 1930—1934 годах — главный режиссёр Бауманского театра рабочих ребят, в 1934—1937 годах — худрук Госцентюза, в 1938—1940 — режиссёр Московского театра для детей, затем (до 1944 года) — ЦДТ. Для его творчества характерно стремление к героике, высокой романтике, интерес к современности. Поставленные им спектакли проникнуты поэтичностью, отличаются тонким раскрытием психологии героев. С 1938 года преподавал в ГИТИСе.

## Творчество
- 1931 — «Токмаков переулок» В. В. Смирновой (совместно с И. Дорониным)
- 1932 — «Улица радости» Н. А. Зархи (совместно с И. Дорониным)
- 1935 — «Вольные фламандцы» А. С. Кочеткова и С. В. Шервинского по Ш. де Костеру (совместно с И. Дорониным)
- 1938 — «Чёрный яр» А. Н. Афиногенова
- 1939 — «Снежная королева» Е. Л. Шварца (совместно с И. Дорониным)
- 1944 — «Далёкий край» Е. Л. Шварца (совместно с С. Х. Гушанским)
- 1946 — «Сказка о правде» М. И. Алигер
- 1949 — «Степь широкая» Н. Г. Винникова (совместно с А. Д. Поповым)
- 1950 — «Незабываемый 1919-й» В. В. Вишневского (совместно с А. Д. Поповым)
- 1957 — «Последняя остановка» Э. М. Ремарка
- 1958 — «Чертова речка» Л. Д. Аграновича
- 1959 — «Барабанщица» А. Д. Салынского

### Фильмография
- 1936 — Настоящий товарищ (совместно с Л. З. Бодиком)

## Награды и премии
- заслуженный деятель искусств РСФСР (1959)
- Сталинская премия второй степени (1950) — за постановку спектакля «Степь широкая» Н. Г. Винникова